# Боллак, Жан
Жан Болла́к (фр. Jean Bollack; 15 марта 1923 — 4 декабря 2012) — французский филолог, философ, историк греческой философии, переводчик. Писал на французском и немецком языках.

## Биография
Родился в 1923 году в Страсбурге в эльзасской еврейской семье. Учился в Базеле. С 1945 года живёт в Париже. Слушал лекции А. Койре, Э.Жильсона, А. И. Марру. Защитил диссертацию под руководством Пьера Шантрена. В 1958—1992 годах — профессор греческой литературы и философии в Лилльском университете. Был приглашённым профессором в Принстоне, в Свободном университете Берлина (1955—1958, 1966), где, в частности, читал курс о поэзии и поэтике Пиндара по приглашению П.Сонди (позднее он разбирал и публиковал его архив). В 1968—1975 годах по приглашению Пьера Бурдьё и Жака Деррида преподавал в Эколь Нормаль.
Жена — филолог-классик Майотт Боллак.

## Творчество и творческие связи
Развил оригинальный вариант философской и филологической герменевтики, внеся в неё понимание современной поэзии, практический опыт её переводов. Перевел и прокомментировал сочинения досократиков (Эмпедокл, Гераклит, Эпикур), трагедии Эсхила, Софокла, Еврипида, стихи Гёльдерлина, Целана, труды П.Сонди на французский язык, стихи Пьера Эмманюэля на немецкий. Дружил с Целаном, Андре Френо, Андре дю Буше и другими поэтами, не раз писал об их стихах, а также о творчестве Сен-Жон Перса, переводах М. Юрсенар, театре Шекспира, Гофмансталя и Х.Мюллера, хореографии А. Прельжокажа, скульптурах А.Феноза. Сотрудничал с А.Мнушкиной.

## Избранные труды
- Empédocle 1-3 (1965—1969, введение, издание и перевод, комментарий)
- Héraclite ou la séparation (1972, в соавторстве с Хайнцем Виссманном)
- Pierre de coeur, Un poème inédit de Paul Celan (1991)
- La naissance d’Oedipe (1995, перевод и комментарий трагедии Софокла)
- La Grèce de personne: les mots sous le mythe (1997)
- La mort d’Antigone. La tragédie de Créon (1999)
- Sens contre sens. Comment lit-on ? Entretiens avec Patrick Llored (2000)
- Poésie contre poésie (Celan et la littérature) (2001)
- L’écrit. Une poétique dans l’œuvre de Paul Celan (2003)
- Dionysos et la tragédie (2005)

## Публикации на русском языке
- Рильке в поэтическом творчестве Целана. Музыка лагерей// Пауль Целан. Материалы, исследования, воспоминания. Т.II. Комментарии и мемуары. Москва: Иерусалим: Мосты культуры; Гешарим, 2007, с. 58-79, 136—148